# Volari
Volari (cyr. Волари) – wieś w Bośni i Hercegowinie, w Republice Serbskiej, w gminie Šipovo. W 2013 roku liczyła 240 mieszkańców.